# Ђорђе Прерадојевић
Ђорђе Прерадојевић српски је рагбиста, који тренутно игра рагби 15 за Партизан. Ђорђе је репрезентативац Републике Србије у рагбију 15.

## Рагби каријера
Поникао је у Партизану, где је прошао млађе селекције. 2019. је постао капитен сениора Партизана.

## Успеси са екипом
Државни првак Србије у рагбију 15 са Партизаном 2018, 2019, 2020, 2021.
Освајач националног Купа Србије у рагбију 15 са Партизаном 2015, 2019, 2021.

## Играчки квалитети
Ђорђе Прерадојевић има рагби интелигенцију, користи мозак док игра, што је много важно у овом колизионом спорту. Пробојан је у нападу, прецизно додаје лопту. Као психолог уме добро да води екипу, да држи мотивационе говоре и да навлачи негативну енергију на себе.

## Приватан живот
Пошто од рагбија не може да преживи, радио је на броду као конобар.